# Paul Hanvidge
Paul Hanvidge  (15 juni 1961) is een Schotse darter die woont in Barrhead nabij Glasgow. 
Hij speelt in de top van de BDO competities en kwalificeerde zich zowel in 2004, als in 2006 en 2007 voor het BDO World Darts Championship dat ieder jaar in januari in de Lakeside Country Club te Frimley Green georganiseerd wordt.
Na een verliespartij op dat podium tegen Jarkko Komula in 2004 behaalde de Schot er in 2006 de kwartfinales. In 2007 bereikte hij opnieuw de laatste acht op Lakeside na winstpartijen tegen Martin Phillips (3-2) en Albertino Essers (4-1). In de kwartfinales verloor Hanvidge vervolgens na een 4-1-achterstand met 5-4 van de 50-jarige qualifier Phill Nixon, die zelf de finale wist te halen.
In 2005 wist Hanvidge beslag te leggen op de titel van het German Open. 

## Resultaten op Wereldkampioenschappen

### BDO
- 2004: Laatste 32 (verloren van Jarkko Komula met 2-3)
- 2006: Kwartfinale (verloren van Shaun Greatbatch met 3-5)
- 2007: Kwartfinale (verloren van Phil Nixon met 4-5)
- 2008: Laatste 32 (verloren van Brian Woods met 0-3)
- 2010: Laatste 32 (verloren van Scott Waites met 0-3)

### WDF
- 2003: Laatste 16 (verloren van Raymond van Barneveld met 1-4)
- 2005: Laatste 64 (verloren van Andy Fordham met 2-4)
- 2007: Kwartfinale (verloren van Geert De Vos met 2-4)